# Landesregierung Kery I
- SPÖ: 3
- ÖVP: 3

Die Landesregierung Kery I unter Landeshauptmann Theodor Kery (SPÖ) bildete die Burgenländische Landesregierung vom Rücktritt Hans Bögl (SPÖ) als Landeshauptmann am 28. Juni 1966 bis zur Angelobung der Landesregierung Kery II am 14. Mai 1968. 
Nach dem Rücktritt Hans Bögls wurde der bisherige Landesrat Theodor Kery am 28. Juni 1966 zum neuen Landeshauptmann gewählt. Seine Stelle als Landesrat übernahm am selben Tag der bisherige Landtagsabgeordnete Fred Sinowatz (SPÖ). Auch Landesrat Stefan Billes schied an diesem Tag aus der Landesregierung aus und wurde durch Helmuth Vogl (SPÖ) ersetzt. Die Regierungsmitglieder der ÖVP blieben gegenüber der Vorgängerregierung unverändert. 

## Regierungsmitglieder
| Amt                            | Name               | Partei | Zuständigkeitsbereiche |
| Landeshauptmann                | Theodor Kery       | SPÖ    |                        |
| Landeshauptmann-Stellvertreter | Reinhold Polster   | ÖVP    |                        |
| Landesrat                      | Fred Sinowatz      | SPÖ    |                        |
| Landesrat                      | Helmuth Vogl       | SPÖ    |                        |
| Landesrat                      | Rudolf Grohotolsky | ÖVP    |                        |
| Landesrat                      | Hans Tinhof        | ÖVP    |                        |